# Saint-Cyr-les-Vignes
Saint-Cyr-les-Vignes är en kommun i departementet Loire i regionen Auvergne-Rhône-Alpes i centrala Frankrike. Kommunen ligger i kantonen Feurs som tillhör arrondissementet Montbrison. År 2022 hade Saint-Cyr-les-Vignes 1 077 invånare.

## Befolkningsutveckling
Antalet invånare i kommunen Saint-Cyr-les-Vignes
| Referens: INSEE |